# Lait entier
Pour les articles homonymes, voir Entier.
Dans l'acception populaire, le lait entier est un lait contenant toutes ses matières grasses. Riche en vitamines liposolubles (A et D). 
La teneur en matière grasse du lait cru produit au moment de la traite est très variable, en gros entre 35 et 60 g/L, ou 3,6 à 6 %, de matière grasse, cette teneur dépendant de plusieurs facteurs liés à la race de la vache, à son âge, à la période de lactation, à son alimentation ou à la saison. Cette teneur varie aussi au cours de la traite.

## Réglementation sur le lait entier commercialisé dans l'Union européenne
La Commission européenne a défini le « lait entier » via le règlement 1308/2013 :
« Lait entier : Un lait traité thermiquement qui, en ce qui concerne sa teneur en matière grasse, répond à l'une des formules suivantes : 
- lait entier normalisé : un lait dont la teneur en matière grasse s'élève à 3,50 % (m/m) au minimum ;
- lait entier non normalisé : un lait dont la teneur en matière grasse n'a pas été modifiée depuis le stade de la traite, ni par adjonction ou prélèvement de matières grasses du lait, ni par mélange avec du lait dont la teneur naturelle en matière grasse a été modifiée. Toutefois, la teneur en matière grasse ne peut être inférieure à 3,50 % (m/m). »[5].

Sa teneur en protéines ne doit pas être inférieure à 2,9 % (en masse) selon les exigences européennes, et également à 32 g/L selon la réglementation française.
Ce lait entier est commercialisé en Europe dans des bouteilles à capsules rouges ou des emballages marqués de rouge, de manière à le distinguer des laits demi-écrémé (bleu ou vert dans certains pays, notamment la Belgique) et écrémé (vert ou bleu dans certains pays, ici aussi en Belgique à titre d'exemple). Cependant, dans certaines provinces d'Espagne tels que la Galice, le lait entier est distingué par une capsule bleue.